# Stræbepille
Stræbepiller kaldes de forstærkningspiller, man
opførte ved de gotiske kirkebygninger for at
undgå de gennemgående svære murmasser og
koncentrere modstandskraften på de enkelte,
mest udsatte støttepunkter, hvor gjordbuer og
ribber forener sig i pillen.
Man opnåede derved at kunne gennembryde de mellemliggende
murpartier med høje og brede vinduer.
Disse stræbepiller er af forskellig form, undertiden kronede med
fialer, undertiden aftrappede opadtil, oftest
med en firkantet, undertiden med en polygon plan.

## Stræbebuer
Stræbebuer er de fritsvævende buer
(sprængbuer, murbuer), som i de gotiske kirkebygninger
spændtes fra midtskibets mure over til sideskibenes
ydermure for at skaffe større modstandskraft
til veje for midtskibets hvælvinger og lede
sidetrykket fra disse over på de massive
stræbepiller.

## Galleri
- Stræbeværk ved domkirken i Rheims: stræbebuer og stræbepiller
 Samme illustration anvendt i opslaget "Bygningskunst" i Salmonsen bd. 4, s. 329, der indeholder en fyldig beskrivelse af bygningelementer fra gotikken
- Flere typer stræbeværk: en diagonal på statuens sokkel. Til højre for statuen en stræbepille der støtter en delvis skjult stræbebue. I billedets højre side en almindelig lille stræbepille.
- Stræbepiller og -buer ved Sint-Petrus-en-Pauluskerk; Ostende, Belgien
- Stræbemurværk ved The Saviour Chapel, Żejtun, Malta
- Stræbebuer ved Lincoln Cathedral, England
- Stræbeværk i form af en blindarkade – en dekorativ buegang, som springer frem i relief fra vægfladen – ved Canton Viaduct, USA